# Băiuț
Băiuț – wieś w Rumunii, w okręgu Marmarosz, w gminie Băiuț. W 2011 roku liczyła 1518 mieszkańców.